# El Tocuyo
El Tocuyo es una ciudad venezolana, capital del municipio Morán, en el estado Lara, se encuentra ubicada en la Región Centroccidental y en la Cordillera de los Andes en Venezuela. La ciudad fue fundada el 7 de diciembre de 1545 por el funcionario real español Juan de Carvajal, con el nombre de «Nuestra Señora de la Pura y Limpia Concepción de El Tocuyo». Ciudad que además de ser destacada en los primeros años conquistadores y colonizadores, tuvo importancia expansionista, puesto que desde ella saldrían las diferentes expediciones para ir fundando ciudades en otros sitios de la provincia de Venezuela.

## Contexto geográfico
El Tocuyo se encuentra a una altitud promedio de 620 m s. n. m. y su clima se clasifica como xerófilo. La precipitación anual no supera los 600 mm.
Es atravesada por el Río Tocuyo que le da su nombre y cuyo significado, según algunos estudiosos, es «Zumo de Yuca». Este río permite la irrigación del cultivo de la caña de azúcar en su valle, cuya extensión llega a los 20 km². El origen geológico se remonta al Cenozoico (en el valle y la serranía), mientras que las otras tierras altas (Parroquia Guárico, Parroquia Anzoátegui, Humocaro) su origen se ubica en el Cretáceo.
La vegetación es propia del clima xerófila - espinar: Yabos, Cujíes, cardones, Tunas, dividive, penca, caujaro, tuna e´cabra.

## Historia

### Historia de la fundación

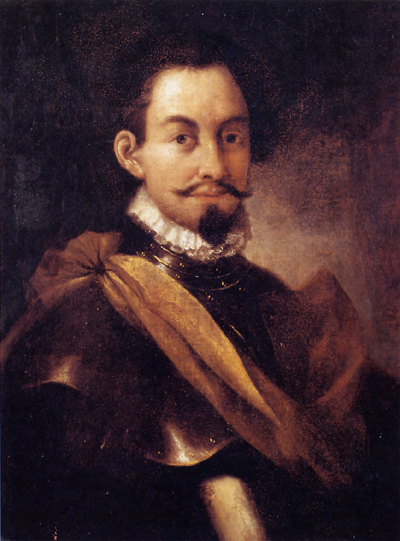
Philipp von Hutten o Felipe de Utre, como decían los españoles, disputó a Carvajal la fundación de El Tocuyo

Corría el año de 1545, el capitán general alemán de los Welser de Augsburgo, Philipp von Hutten, hacía más de cuatro años que había salido de expedición hacia alejados territorios a la búsqueda del mítico El Dorado, mientras los familiares de los españoles vivían precariamente en Santa Ana de Coro, padeciendo hambre y miseria al socaire de cardonales y cujíes, porque las tierras de aquella comarca costera no eran aptas para la agricultura ni la ganadería. 
Antes de esas fechas, Juan de Carvajal, escribano de la Corona, había llegado a Coro hacia 1530 y conocía de sobra la actuación explotadora de los Welser, aquellos banqueros alemanes de Augsburgo a los que el rey Carlos I de España en 1528 les había concedido el territorio de la provincia de Venezuela, desde Maracapana hasta el Cabo de la Vela. Carvajal, acérrimo enemigo de los Welser, desde su cargo de procurador general de la provincia, los atacó varias veces denunciando los atropellos que cometían con los soldados y con los indios de servicio.
Hacia 1540, Carvajal había marchado a La Española como relator de la Real Audiencia de Santo Domingo y volvía nuevamente a Coro, en 1544, como teniente de gobernador del fiscal Frías, que se había quedado en la isla de Cubagua practicando unas diligencias. Se dice que Carvajal falsifica los títulos que traía, y amparado en la cédula de gobernador organiza una expedición y se lleva a la mayoría de las familias que vivían en Coro, con la intención de fundar otra ciudad en parajes fértiles y adecuados para la agricultura y la ganadería, ya que en la árida Coro no se produce nada y todo lo que consumen tienen que adquirirlo, a precios abusivos, en el almacén de los Welser.

### Primeros Pobladores de Origen Germánico
En el año de la fundación de El Tocuyo, la provincia de Venezuela estaba siendo gobernada por los alemanes que representaban a los banqueros Welser de Augsburgo, específicamente Philipp von Hutten. En ese periodo había mucho descontento entre los europeos que residían de Coro (Neu-Augsburg), quienes junto a Juan de Carvajal se desplazaron hacia el sur de la provincia. No solo había españoles, sino también germanoparlantes provenientes de Flandes y Amberes (hoy día Bélgica). Entre ellos, Franz Lebzelter oriundo de Ulm (Alemánia) quien participa con Juan de Carvajal en la fundación de dicha ciudad. Otros pobladores germánicos que formaron parte de este poblamiento fueron: María Mecle (1544) hija de Urban Mecle de Strigue, Guillermo Manilas natural de Flandes, Hans Ximénes y Bernaldo Heslin, Melchior Grübel, quien para 1557 llegó a ser alcalde de esa ciudad y también su hijo Leonhard Grübel (ambos suizo-alemán), Pedro Biltre, Guillermo Platin, Gaspar Flemish, Liben de Grave, entre otros.

### Regreso de Hutten

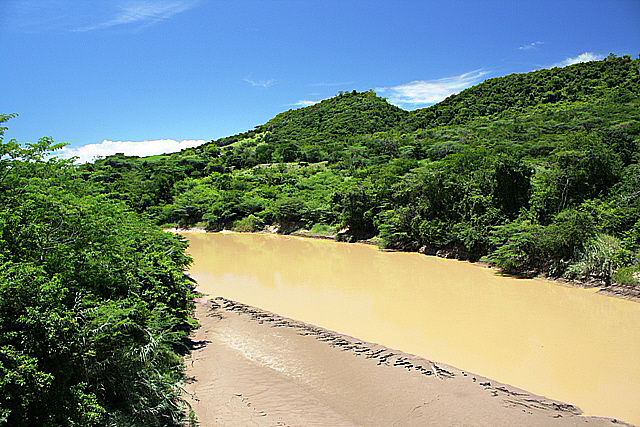
Río Tocuyo

Después de cuatro meses de caminata, Carvajal, Villegas y los que le acompañaban entre ellos un militar de apellido García, fundaban la ciudad de El Tocuyo el 7 de diciembre de 1545, al lado de un fértil valle regado por un caudaloso río. Al poco tiempo, regresaba von Hutten de su larga expedición y acierta a pasar por El Tocuyo. Cuando el alemán se entera de que ha sido sustituido en el mando por Carvajal, se encoleriza y quiere despoblar la nueva ciudad y llevarse la gente a Coro. 
Ambos se enzarzan en una acalorada discusión. Carvajal se exaspera, los de Hutten también, y en un momento de la discusión, los partidarios del alemán desarman a los de Carvajal, y hasta a Bartolomé Welser lo tiran en el barro, y se marchan camino de Coro con armas y caballos. Juan de Carvajal se siente ofendido por la acción que ha protagonizado Hutten y sale con unos soldados para detener a los alemanes.
Para Carvajal, aquella afrenta colma la inquina que sentía por los Gobernadores alemanes. Convoca a los suyos, se preparan y salen tras los ofensores. Al caer la tarde los alcanzan en el camino, y otra vez volverán las discusiones. El enfrentamiento dialéctico se complica, se enciende...; vuelven a producirse los insultos y las amenazas, y Carvajal pierde los estribos de la razón, y lleno de ira por la afrenta recibida, ordena a los suyos que decapiten a von Hutten, Bartolomé Welser y tres españoles más. Magdalena y Perico, dos indígenas servidores de Philipp von Hutten relataron el suceso. , así como también el flamenco-alemán Calixto Cler natural de Amberes (Bélgica) declaró como testigo en el juicio criminal seguido en 1546 en contra de Juan de Carvajal. Tres años más tarde los huesos de Hutten y Welser fueron trasladados por un grupo a cargo de Juan de Villegas a la ciudad de Coro donde se enterraron.

### Juicio y muerte de Carvajal

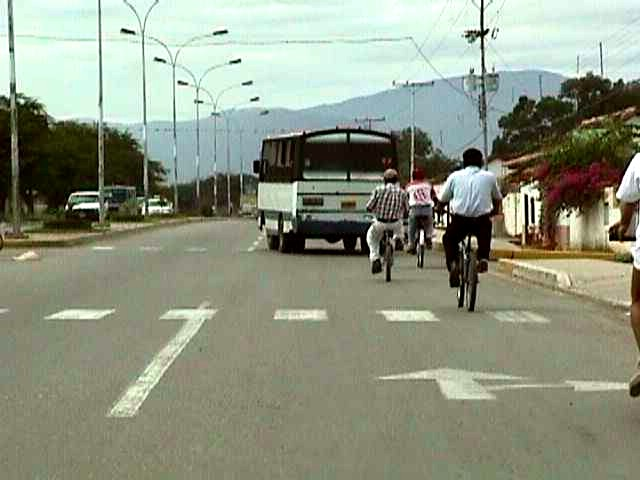
Avenida Circunvalación

Carvajal estaba perdido, puesto que los familiares de los Welser alemanes eran amigos personales de Carlos I. Un juicio rápido y parcializado se celebraba al día siguiente, y Carvajal se defiende alegando que, si había mandado ajusticiarlos, era en defensa del poblamiento creado, mirando por la prosperidad de la gente que ha sacado de Coro que estaba sumida en la pobreza.
Sometido a juicio Carvajal y oídas sus declaraciones, el juez Juan Pérez de Tolosa, dictaba sentencia el 16 de septiembre de 1546: «Condenamos al dicho Juan de Carvajal, reo acusado, a que sea sacado de la cárcel pública donde está, atado a la cola de un caballo, e por la plaza de este asiento sea llevado arrastrando hasta la picota e horca, e allí sea colgado del pescuezo con una soga de esparto o de cáñamo, de manera que muera de muerte natural, e ninguno de allí sea osado de le quitar syn licencia de mí, el dcho. Gobernador, so pena de muerte».
A pesar del descrédito y de las calumnias está demostrado que, exceptuando la orden de ajusticiar a los dos alemanes y a los tres españoles que los acompañaban, Carvajal no cometió ningún delito de sangre contra nadie. Lo que sí hizo, fue mantener una férrea disciplina en El Tocuyo, para que sus hombres no molestaran a los indígenas y los respetaran. 
Después de la ejecución de Carvajal, Perez de Tolosa nombró a Juan de Villegas con los títulos de teniente de gobernador, capitán general y alcalde mayor en la ciudad de El Tocuyo, convirtiéndolo así en el jefe supremo de todas las expediciones de fundación que se llevaron a cabo en la provincia. El Tocuyo seguía su marcha ascendente hasta convertirse en una próspera ciudad matriz fundacional de otras en la provincia. El Tocuyo fue capital de la Capitanía General de Venezuela entre los años 1546 a 1576, aunque no de derecho sino más bien siendo el epicentro y ciudad más importante de la época. Debido al carácter muy independiente reflejado por sus fundadores por el cual resaltaron en tiempos posteriores como grandes productores y exportadores. Su principal empresa industrial fue el obraje del lienzo tocuyo tejido de gran cotización en el Virreinato del Perú y Europa principalmente en Inglaterra  y Francia. Siendo exportado por los principales puertos Borburata  y Tocuyo de la Costa.

### Cultura colonial

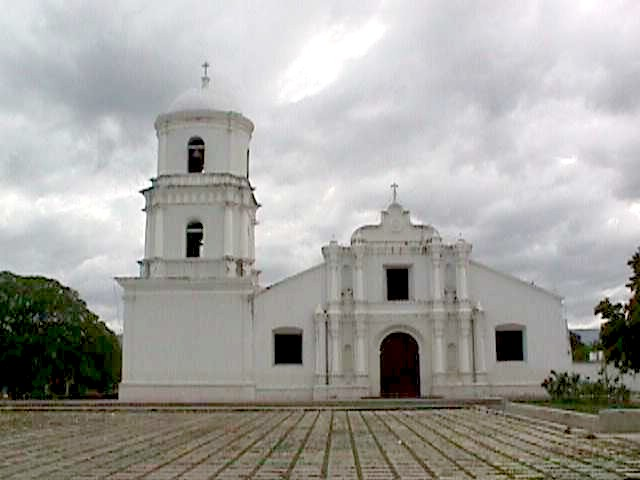
Catedral de El Tocuyo

Durante la época colonial, como en el resto de la América hispana, El Tocuyo fue asiento de un importante movimiento cultural, ya que en los conventos de la ciudad se daba instrucción tanto a laicos como a los clérigos. Entre los tocuyanos más destacados sobresalen el Dr. Juan Pérez Hurtado, uno de los primeros rectores de la Universidad de Caracas; el Dr. Jerónimo Fernández de Escorcha, profesor de Filosofía en la misma Universidad; don Francisco Pérez Camacho, fundador de la cátedra de música y canto en la Universidad y en el Seminario; el Dr. Tomás Gil de Yepes, primer doctor en Leyes de la Universidad caraqueña; el Dr. Manuel Yepes, fundador de una escuela de latinidad en El Tocuyo, entre otros que destacaron por su sabiduría y su erudición 
Además, en El Tocuyo, durante el siglo XVII funcionaba una escuela de pintura que se mantenía en contacto con la escuela de Quito y otras instituciones hispanoamericanas. Sobre todo en la pintura, señala el sitio web de la USB: «En El Tocuyo se iniciaron las actividades artísticas en el siglo XVII y la influencia de los que allí se dedicaron a las artes se extendió hacia las zonas de Quíbor, Carora y Río Tocuyo. Las obras pictóricas de esta escuela están realizadas sobre madera, salvo algunas pocas sobre latón adherido a madera y se usó la témpera y el óleo; los marcos de las obras formaban parte de la misma, eran molduras sencillas, pegadas y pintadas por el autor. Se destaca el uso de colores fuertes, amarillos, rojos o verdes».
Desde su fundación, El Tocuyo se mostró siempre muy fuerte en distintos aspectos. Siendo así el centro de mayor importancia política y económica dentro del ámbito provincial, fue de hecho mas no de derecho capital de la provincia de Venezuela.
Fue desde la plaza mayor de esta ciudad donde se formaron las expediciones que salieron a fundar las ciudades de más importancia en el país incluyendo también a San Cristóbal (Venezuela), Valencia (Venezuela), Caracas.
También desde allí salió el ganado que se extendió a los Llanos. Se convirtió en el centro de la provincia, ya que su lugar quedó privilegiado en cuanto a la comunicación con las demás ciudades, siendo este el motivo por el cual el poder permaneció allí hasta el año 1576.
Momento en el que el rey Felipe II decide cambiar la capital de la provincia de Coro a la recién fundada Caracas.
Fueron los tocuyanos quienes crearon la importante vía Tocuyo-Tunja. Siendo Juan de Villegas quien más fomentó esta empresa que acarrearía beneficios económicos a ambas entidades, lo cual fue apoyado y estimulado por los tocuyanos, quienes veían este camino como la vía necesaria para su expansión económica. Caminaron cerca de dos años, abriendo trochas y teniendo que construir balsas y canoas para pasar los ríos, comiéndose muchos caballos de los que traían; por fin llegaron a Tunja, pobres, maltrechos y, algunos, enfermos.
Diego de Losada, en una carta a la realeza, manifestó que las personas residentes del tocuyo pedían las dejaran ir al Nuevo Reino de Granada y que Juan de Villegas trataba de impedirlo, a fin de que no se despoblase el asiento, hasta que llegó la noticia del descubrimiento de minas de oro cerca de Borburata y entonces la gente se apaciguó.
Vale mencionar también que la jurisdicción de El Tocuyo abarcaba el actual Estado Lara, Yaracuy, extensiones de costas en el Caribe que actualmente son parte del estado Falcón, Trujillo y el sur del Lago de Maracaibo, entre otros.
En una carta fechada en años posteriores, se dice: los tocuyanos —dice don José Luis Cisneros— son agudos y sumamente económicos, y todo su estudio lo tienen en que no salga de su terreno dinero en ningún modo. Son grandes trajinantes, y con sus productos comercian en los más escondidos y retirados lugares de la provincia, para cuyo fin tienen grandes recuas de mulas y machos (p. 296, Historia del Tocuyo colonial).

### La Independencia
En la época de la lucha por la independencia 1811-1821,los gobernantes realistas y sus vasallos en esta región permanecieron a favor de España, José Trinidad Morán y su familia se sumaron a este proceso pero tuvieron como consecuencia su necesaria salida de la ciudad. Aunque ya para 1821, el cabildo de la ciudad invita a Bolívar a un homenaje que le brindaría la ciudad.
Según el historiador Carlos Felice Cardot también hubo cuatro guerras libradas en dicho territorio.
La Batalla de los Horcones, la Batalla de Cerritos Blancos el 13 de septiembre de 1813. El 17 de octubre de 1813 se desarrolló la batalla de La Puerta de Bobare y la batalla de Yaritagua el día 23.
En el paso de esta campaña por esta región, se producirá el 22 de julio de 1813, la Batalla de los Horcones donde los patriotas logran el triunfo bajo el mando de José Félix Ribas quien se enfrentó al coronel realista Francisco Oberto.
Ribas venía de El Tocuyo luego del triunfo obtenido en la Batalla de Niquitao en el estado Trujillo, el 2 de julio y se dirigía a Caracas con 500 hombres. Oberto trata de frenar su avance con 900 hombres y 10 piezas de artillería, pero pierde el encuentro y huye hacia San Felipe y José Félix Ribas entra triunfante a Barquisimeto. Mientras tanto, Bolívar en Trujillo había proclamado el Decreto de Guerra a Muerte el 15 de junio.
« ... el 16 de junio de 1821 la Municipalidad de El Tocuyo invita al Libertador para que visite esa ciudad. El padre de la Patria aprobó la petición como un homenaje a una de las ciudades más antiguas de Venezuela que aportó inviolables recursos y valientes patriotas a la causa de la Independencia ...».
Bolívar nuevamente visitará Cabudare el 14 de agosto de 1821, a menos de dos meses de la recién celebrada Batalla de Carabobo, el 24 de junio, que consolida militarmente la independencia definitiva de Venezuela. En esta oportunidad Bolívar sale de Caracas para emprender la lucha por la liberación del resto de América del Sur del dominio español.  
Desde El Tocuyo lo habían invitado para hacerle un homenaje por la conquista lograda de dar la independencia a Venezuela. El 1 de agosto sale de Caracas, pasa por Valencia, Tinaquillo, Tinaco, San Carlos, Caramacate, El Altar, Gamelotal, Cujicito, La Morita, Los Rastrojos, llega a Cabudare el 14 de agosto y permanece varios días en Barquisimeto. Prosigue su viaje a Quíbor y llega a El Tocuyo. 
Desde allí, emprende el ejército libertador la Campaña del Sur dirigida por Antonio José de Sucre, quien con el triunfo de la Batalla de Pichincha, libera Ecuador (24 de mayo de 1822), en 1824 con la Batalla de Junín (6 de agosto) y la  Batalla de Ayacucho (9 de diciembre) se libera El Perú. 
La Independencia de El Tocuyo fue decretada el 15 de julio.
En este territorio desde tiempos anteriores a la independencia hubo muchos alzamientos de los tocuyanos. Desde su misma fundación la rebelión contra el dominio realista fue siempre una constante entre los hombres que iban naciendo.
Una rebelión de las que se tiene registro fue en 1744. En una carta del gobernador de Venezuela Don Gabriel José de Zuloaga Moyúa dirigida al Rey de España el 22 de diciembre de ese año, acusando recibo de una comunicación de 4 de noviembre de 1743, se refiere a una posible invasión por parte de los ingleses y en ella le dice que queda en cuenta de que el comodoro Charles Knowles, jefe de la escuadra inglesa, está próximo a salir con buques de guerra para la isla de Antigua, a fin de unirse con los que hay en puertos de las colonias británicas en América, para luego invadir a Puerto Cabello y La Guaira.
Acordó el Rey enviar gente de Caracas para reforzar el puerto de La Guaira y ordenó mandar a soldados tocuyanos para Puerto Cabello.
Pero los tocuyanos no acataron ninguna orden y abiertamente se negaron de manera rotunda a participar en la contienda.
Zuloaga mandó una carta al Rey al que decía que había una mala influencia de los jefes oficiales y gente principal de la ciudad, y pidió a su Majestad el castigo necesario para que "no se experimenten en otros lugares hechos tan ruidosos y abominables".
Con relación a esto, el Señor Cura les advirtió que si no obedecían, mandarían tropas a arrasarlos, "el común" contestó que "no entrarán".
Al amenazarlos con que el obispo los excomulgaría respondieron, "nos absolverán". Y por último, cuando el cura les dijo que "no se absuelve a los rebeldes" respondieron:" Así nos quedaremos".
Lo cual demuestra que había cierta unión que les daba confianza para reaccionar así contra los principios establecidos por la corona. Se rebelaron contra las tropas del rey y contra la autoridad del obispo.
Acciones que con el pasar de los años terminaron inspirando y organizando a un país completo que luchó con todos sus medios por la independencia 
(pag 272 .Historia del tocuyo colonial 1545-1810_Ermila troconis de veracoechea)

### Dictadura de Juan Vicente Gómez
En 1929, el pueblo fue ocupado durante el levantamiento militar de La Gabaldonera en contra del dictador Juan Vicente Gómez.

## Tradición cultural

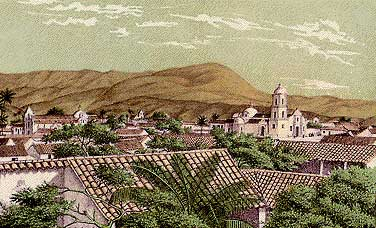
Vista de la ciudad de El Tocuyo en 1866

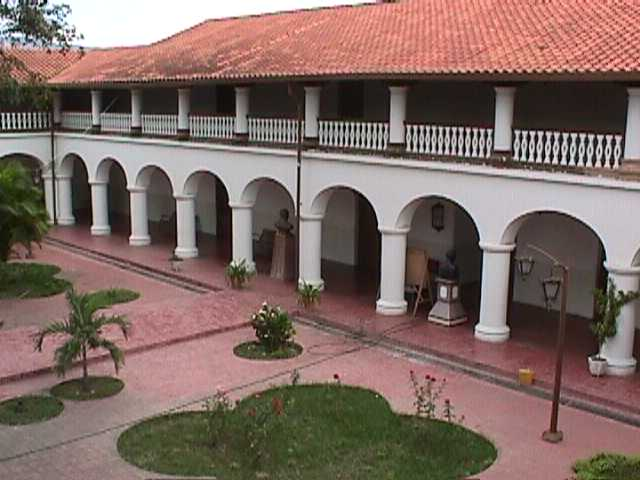
Casa de la Cultura

La cultura tocuyana tiene un inmenso legado musical con el Golpe Tocuyano, Los Sones de Negro o Tamunangue, San Pascual, las Zaragozas. El Grupo Musical más representativo del Folklore tocuyano son El  Golpe tocuyano. También se practica el Aguinaldo Tocuyano que ha sido popularizado por el Grupo Serenata Guayanesa.
La primera vez que se nombra el Cuatro venezolano es en las crónicas de esta ciudad.
Unos de los tamunangues más famosos de la zona es el que realiza la Familia Orozco Pérez, se realiza a mediados de agosto y es una de las principales paradas que hace la población tocuyana para venerar a San Antonio el día de su procesión cada 13 de junio.
En cuanto a la gastronomía es conocido es el desayuno tocuyano que incluye: Caraotas (frijoles), suero de cabra, huevos, cerdo frito y arepas. En la dulcería por su acemita tocuyana, la crineja, la catalina/cuca y el pan de tunja. 
Entre sus artesanos más conocidos tenemos a: Ramón Escorche, Julio Torrealba, entre otros.
Entre los músicos Pablo Rodríguez «La Ñema», Carlos Yépez «El Pariente» Che María Giménez, Pablo Canela  entre otros.

## Perfiles socio-comerciales

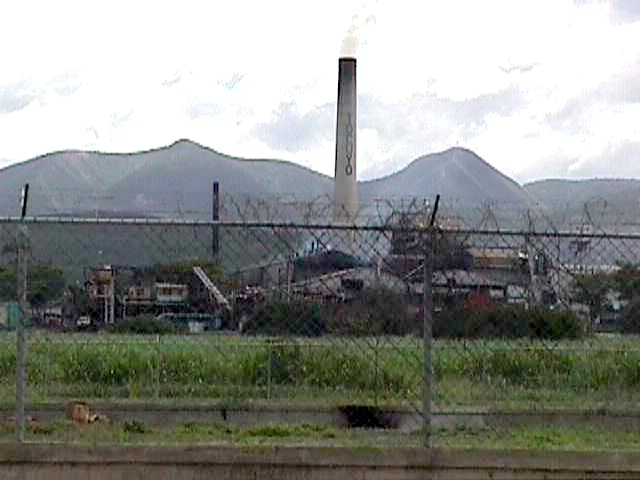
Central Azucarero

En la etapa prehispánica fue asiento de tribus indígenas «cuibas», que serían desplazados por los invasores «gayones». Estos, sumamente laboriosos, además de cultivar el algodón, el maíz, la yuca y la papa en la zona alta, era unos expertos artesanos en cerámica y elaboración de hilados, tradición que se conserva hasta tiempos actuales por la importancia histórica que siempre ha tenido el «paño tocuyo». Los alrededores de esta ciudad fueron escenario, junto con Variquecemo, Bobare, Algarí y Kiboc, entre otras comunidades y ciudades, de la contundente resistencia indígena contra la invasión europea.
Se elaboraba ya desde el siglo XVI, año 1550, en talleres u obrajes textiles, el muy famoso Lienzo Tocuyo, tela burda, producto de alta calidad hecho de algodón, y a veces con lana de ovejas, que se exportaba muy lejos, pues iba a dar hasta el norte de la Argentina, Chile central y Perú, Riohacha, Tunja, en Nueva Granada y las islas del Caribe, así como también a España, Francia e Inglaterra entre otros países europeos.
Con él se elaboraba ropa, camisas, mantas, paños, toallas, sábanas, forros de colchones, delanteras de cama, costales o sacos donde se empaquetaba el papelón. 
Fue una apreciable protoindustria algodonera en tiempos coloniales, que se cree fue iniciada durante el mandato del Capitán General y Gobernador de la provincia de Venezuela Juan Pérez de Tolosa, 1545-1547.
Estos obrajes tocuyanos, fueron los  más importantes durante los siglos XVI y XVII, resultaron de la confluencia de la habilidad de los aborígenes para con el algodón, planta natural de  América, y los telares artesanales traídos desde el Viejo Mundo. Hubo obrajes en Quíbor, los Humocaros Alto y Bajo, Yacambú, Chabasquén.
El lienzo tocuyo ganó prestigio con gran rapidez. Llegó incluso a ser utilizado como moneda en la época, y animó las ferias dominicales en la Plaza Mayor de El Tocuyo. Se empleó en las duras tareas mineras en los Andes americanos y jornaleros agrícolas y urbanos. Jugó de esta manera un papel análogo al de la mezclilla o tejido vaquero en el incontenible avance hacia el Oeste.
Este lienzo fue a dar a las ferias  Andinas y centros mineros de Suramérica a lomos de las muy fuertes mulas y burros tocuyanos, barquisimetanos y caroreños, lo que se exaltó en tiempos posteriores. Eran esas mismas mulas que se disputaban los jerarcas de la Iglesia Católica durante la Colonia, y que al despuntar el siglo XIX iban a ser el medio de transporte de los ejércitos libertadores que salieron de Venezuela bajo la conducción de Bolívar y Sucre.
Según los estudios hechos por José María Cruxent, este valle fue paso obligado para el tránsito de mercancía entre la zona norte, actualmente estado Falcón, y los la zona andina y llanera. Esto se desprende de la vía que tomó el explorador alemán Nicolás Federmann, el cual a su paso por la provincia de Venezuela fue guiado por aborígenes que siguieron la ruta señalada (Coro - Carora - Maraca - Cimarrona - Los Boros - El Tocuyo - Guarico - Paraíso de Chabasquen - Guanare). De ahí se puede concluir que la tradición comercial de las tribus indígenas. Ya a comienzos del siglo XX, esta vía era usada por agricultores y comerciantes para el transporte de café y otras mercancías hacia la zona caribeña.

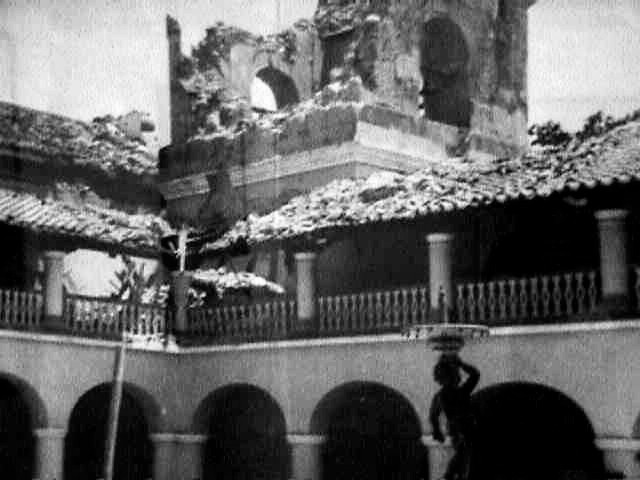
3 de agosto de 1950: La Catedral de El Tocuyo fue destruida por el sismo de aquella fecha.

La ciudad de El Tocuyo tuvo cierta importancia a finales del siglo XVIII, era una de las ciudades más importantes de Centro-occidente, debido a que mantuvo una cierta hegemonía en el cultivo de la caña de azúcar. Fue este cultivo extensivo de plantación que permitió que surgiera una sociedad muy bien definida: Los blancos criollos, los mestizos y los esclavos. La población indígena había huido a las montañas, y algunos negros a sus cimarroneras.
Hasta casi el siglo XVIII, y antes de que se produjera el derrumbe de una enorme piedra en el río, El Tocuyo producía una gran cantidad de trigo, que era exportado, río abajo, hasta el puerto de Veracruz en México.
Aun así a través de los siglos el tocuyo y sus adyacencias han mantenido su importancia como columna vertebral en la parte agrícola a pesar de las adversidades que se han presentado a lo largo de la historia de Venezuela.
Representada por la tenacidad y el laborioso esfuerzo que nunca a desaparecido de esta región.

## Ciudades hermanadas
Venezuela también participó en el hermanamiento de ciudades de la Unión Europea siendo hermana de:
|                   | País   |  | Localidad              |
| Bandera de España | España |  | Villafranca del Bierzo |
| ----------------- | ------ |  | ---------------------- |